# Ramsö
För andra betydelser, se Ramsö (olika betydelser).
Ramsö är en ö i Vaxholms kommun. Bebyggelsen på ön var av SCB avgränsad till en småort från 1995 till 2023. Ramsö saknar bilfärja och bro, och ligger sydost om Vaxholm, mellan Rindö och Tynningö i Uppland.
Ön består av tre delar: den äldre delen av Ramsö, Ramsöholm samt Ramsöberg. Ramsöholm var fram till 1700-talet avskiljd från Ramsö men sitter nu ihop med resten av ön efter att den gamla strömmen mellan har täckts igen och försvunnit. Ramsöberg började bebyggas på 1960-talet efter att ett område styckats av från betesmark. 

## Ramsövarvet
Omkring 1900 byggdes ett varv på Båtudden. Varvet ägdes av Motor AB Reversator som fram till 1910 byggde ett 30-tal så kallade Petterssonbåtar på varvet, för att sedan gå i konkurs. 1915 startades Waxholmsvarvet i de gamla lokalerna.  Varvet köpte mark och lät anlägga en- och flerfamiljshus. När varvet var som störst hade det 200 anställda. På 1930-talet togs lokalerna över av ytterligare ett företag och döptes då om till Ramsövarvet.
1917 byggdes Abrahamsson & Börjessons Båtvarv, och även Blombergs Varv har anor från seklets början.

## Befolkningsutveckling
| Befolkningsutvecklingen i Ramsö 1995–2020 | Befolkningsutvecklingen i Ramsö 1995–2020 | Befolkningsutvecklingen i Ramsö 1995–2020 | Befolkningsutvecklingen i Ramsö 1995–2020 | Befolkningsutvecklingen i Ramsö 1995–2020 |
| ----------------------------------------- | ----------------------------------------- | ----------------------------------------- | ----------------------------------------- | ----------------------------------------- |
|                                           |                                           |                                           |                                           |                                           |
| År                                        |                                           |                                           | Folkmängd                                 | Areal (ha)                                |
| 1990                                      | 1990                                      |                                           | 38                                        | #                                         |
| 1995                                      | 1995                                      |                                           | 63                                        | 87#                                       |
| 2005                                      | 2005                                      |                                           | 76                                        | 87#                                       |
| 2010                                      | 2010                                      |                                           | 64                                        | 87#                                       |
| 2015                                      | 2015                                      |                                           | 66                                        | 98#                                       |
| 2020                                      | 2020                                      |                                           | 52                                        | 99#                                       |
| Anm.: # Som småort.                       |                                           |                                           |                                           |                                           |

## Bildgalleri

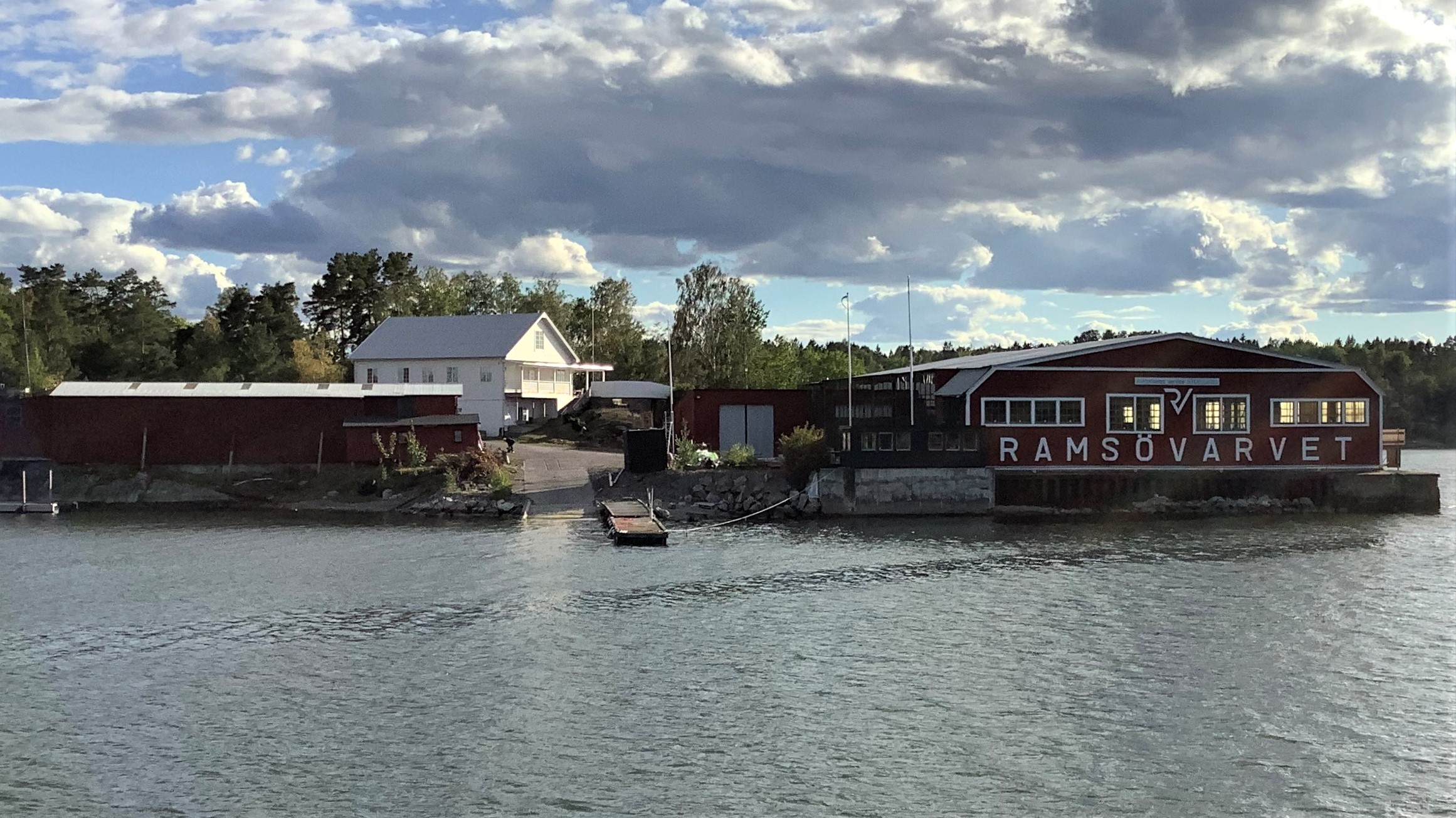
Ramsövarvet, 2020